# Troféu Vezina

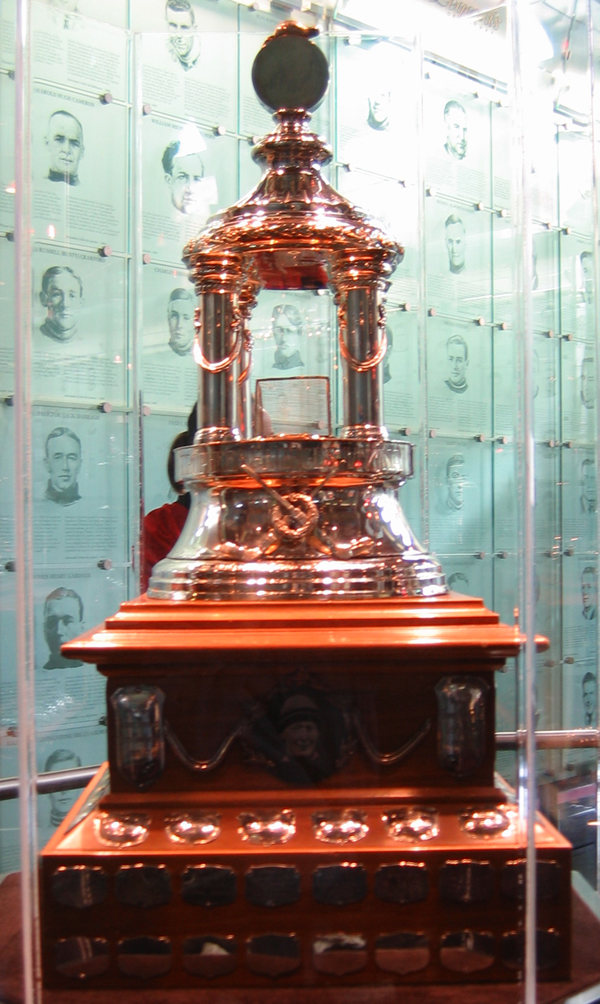
Troféu Vezina.

O Troféu Vezina é um troféu dado anualmente ao goleiro da National Hockey League que é julgado como "o melhor de sua posição". No fim de cada temporada, os 30 administradores gerais dos times da National Hockey League votam para determinar o goleiro que foi o mais importante para o seu time durante a temporada regular. Antes de 1981, ele era fornecido ao goleiro do time que levasse menos gols durante a temporada regular; agora, o Troféu William M. Jennings é entregue a quem conseguir esse feito.

## História
O Troféu Vezina foi assim nomeado em homenagem a Georges Vézina, um goleiro excepcional do Montreal Canadiens. Vezina sofreu um colapso durante um jogo em 1925 e foi diagnosticado como portador de tuberculose, da qual ele morreu em 1926. Seguindo a morte de Vezina, o troféu foi doado para a Liga pelos donos do Canadiens, Leo Dandurand, Louis Letourneau e Joe Cattarinich para honrar Vezina permanentemente. Foi dado pela primeira vez na Temporada 1926-27 da NHL.
Até a temporada 1980-81, o troféu era dado ao(s) goleiro(s) do time que sofresse menos gols durante a temporada regular. Todavia, foi reconhecido que, por esse critério, o prêmio geralmente ia para o goleiro do melhor time em vez do com melhor performance, o que suscitou uma mudança, com o Troféu William M. Jennings sendo oferecido para o goleiro do time que sofresse menos gols.Desde 1981, o Troféu Vezina é dado pelos Administradores Gerais da NHL ao goleiro mais sensacional. [Billy Smith (ice hockey)|Billy Smith]], do New York Islanders, foi o primeiro vencedor do Troféu Vezina sob o sistema atual
Houve várias oportunidades em que goleiros recebendo o prêmio mais de uma vez e de jogadores empatando na disputa pelo troféu. Jacques Plante tem o recorde de mais Troféus Vezina conquistados, com sete prêmios, seguido por Bill Durnan e Dominik Hasek, ambos com seis conquistas. Hasek foi o que mais conquistou sob o sistema atual de premiar o melhor goleiro. Jogadores do Montreal Canadiens ganharam o Vezina 28 vezes. Sob a definição original, houve vários ganhadores do mesmo time durante uma temporada. Na Temporada 1973-74 da NHL, Tony Esposito do Chicago Blackhawks e Bernie Parent do Philadelphia Flyers terminaram empatados com menos gols contra, a única vez em que houve um empate entre jogadores de equipes diferentes. Há apenas três jogadores a conquistarem o Vezina e o Troféu Hart na mesma temporada: Jacques Plante, que ganhou ambos os troféus na temporada 1961-62; Dominik Hasek, que conquistou nas temporadas 1996–97 e 1997–98 ; e Jose Theodore, que ganhou o Vezina e o Hart na Temporada 2001-02 da NHL. Dois outros ganhadores do Vezina também conquistaram o Troféu Memorial Hart: Roy Worters e Al Rollins. Chuck Rayner foi o único goleiro a ganhar o Hart Memorial sem nunca ter ganhado o Vezina.
A votação é conduzida ao fim da temporada regular pelos 30 administradores gerais dos times da National Hockey League, e cada um dos votantes ranqueiam seus três candidatos preferidos em um sistenta de 5-3-1 pontos. Os três finalistas são nomeados e o troféu é dado na cerimônia de premiação da NHL após os playoffs.

## Vencedores

### 1927–1981

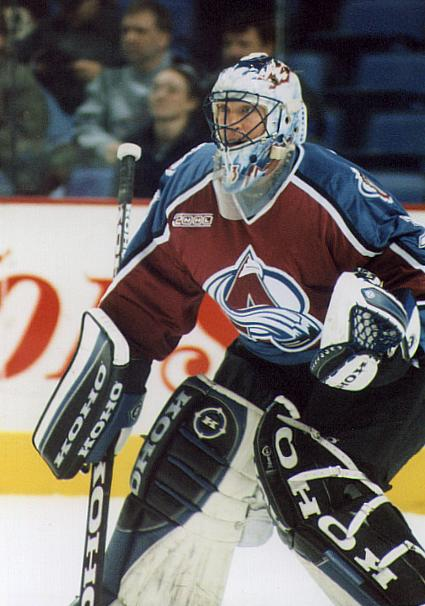
Patrick Roy, três premiações.

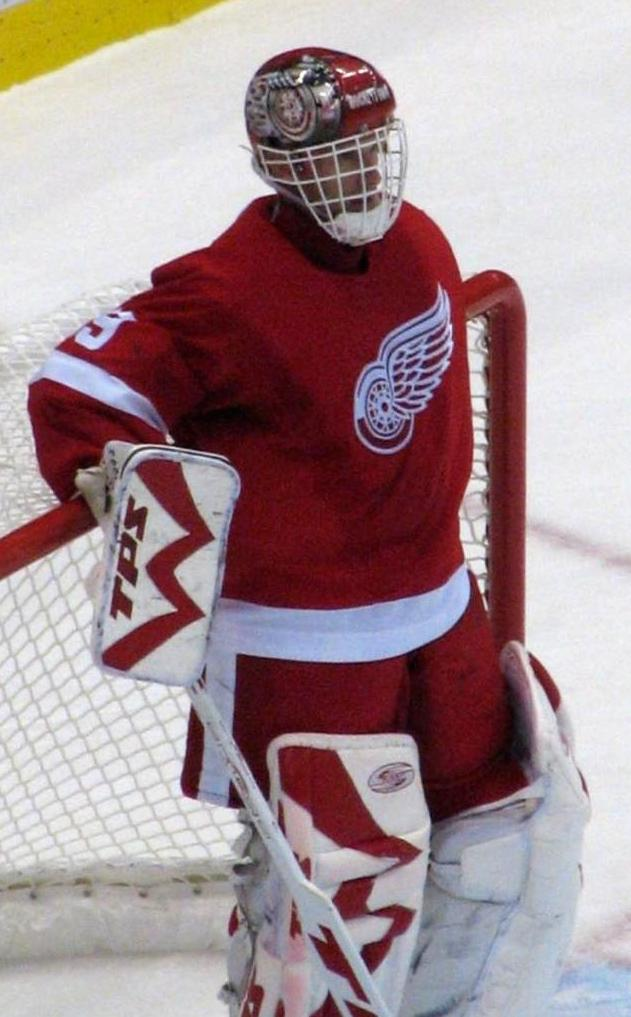
Dominik Hasek, seis conquistas.

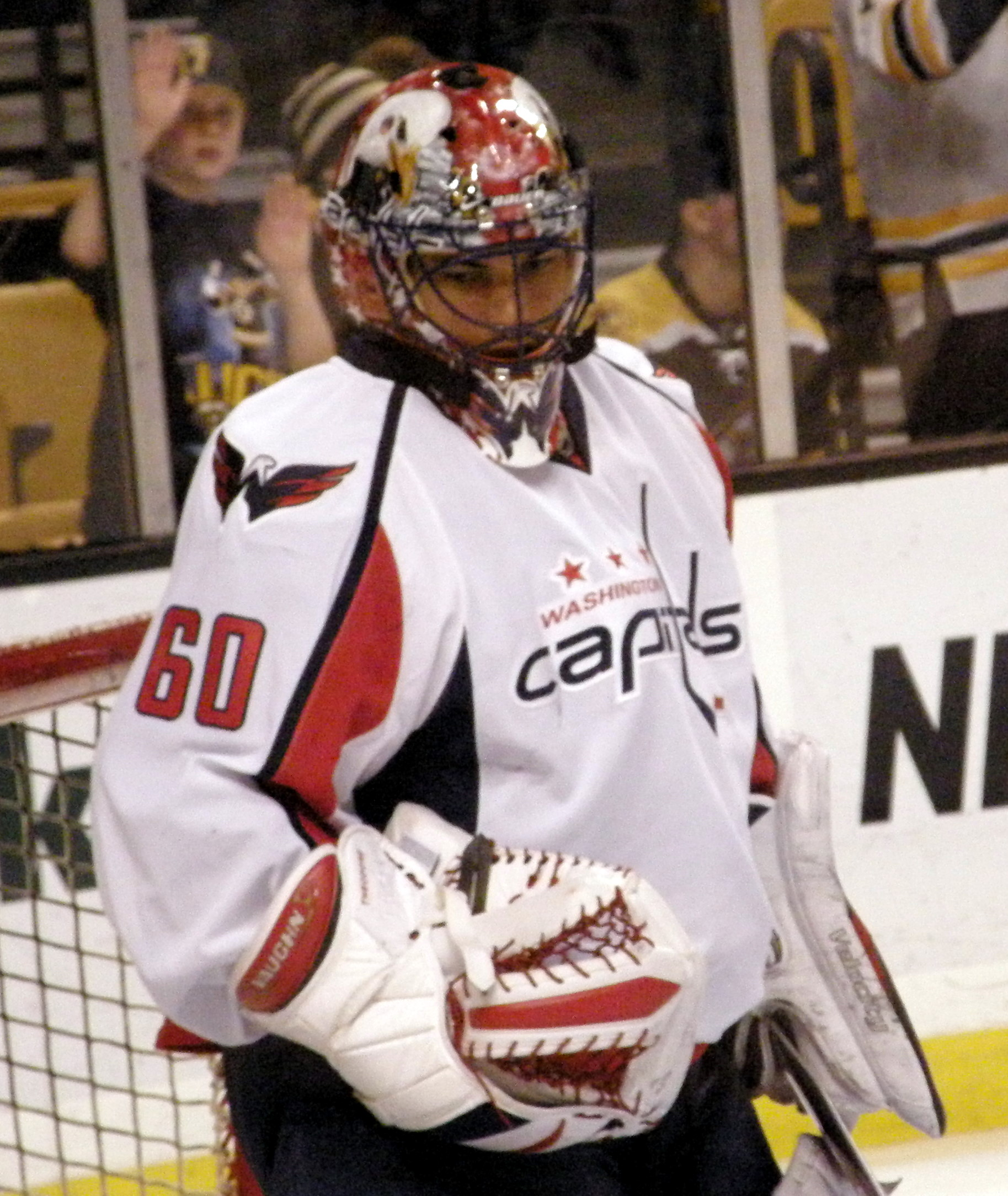
José Théodore, um prêmio conquistado.

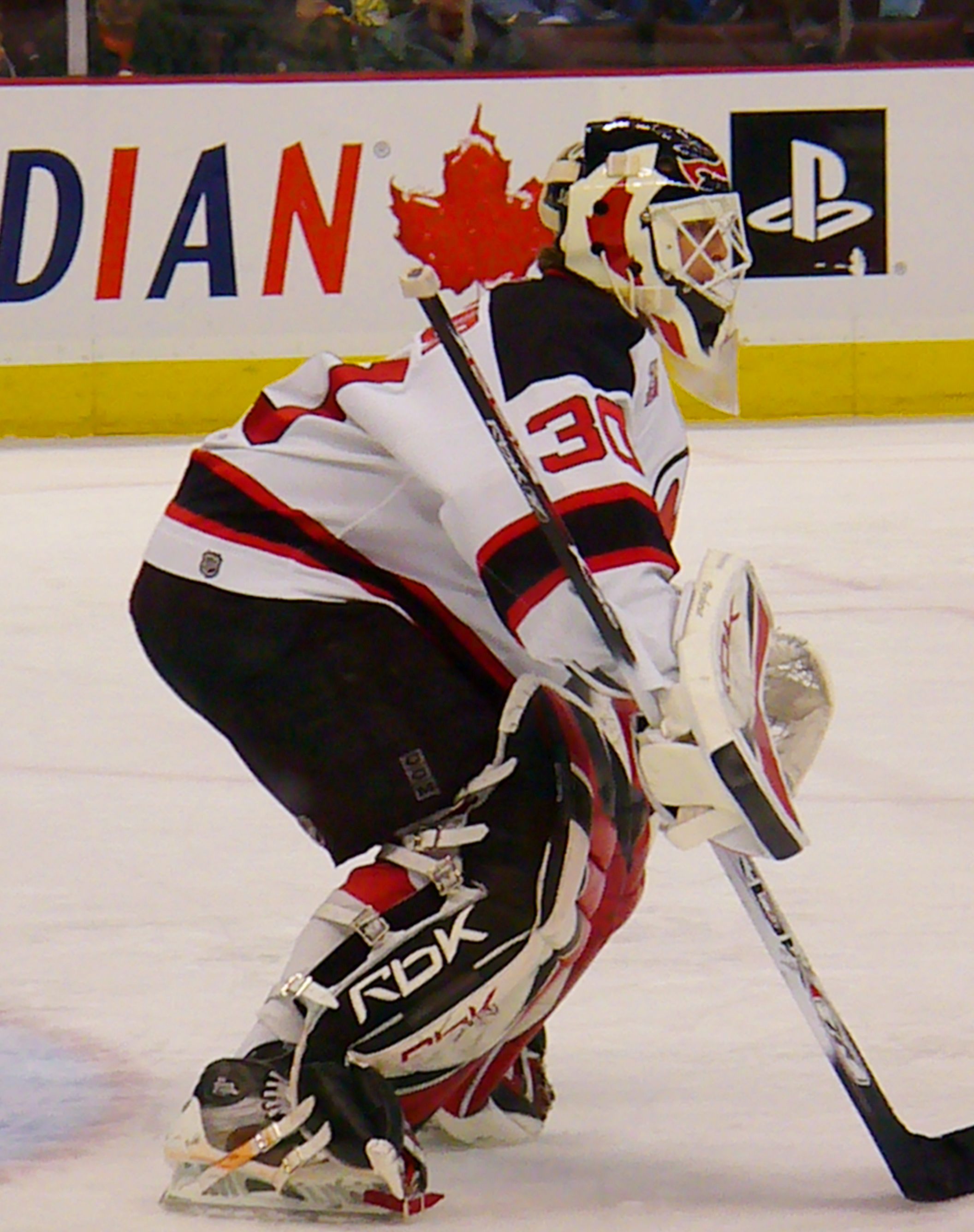
Martin Brodeur, vencedor em quatro edições.

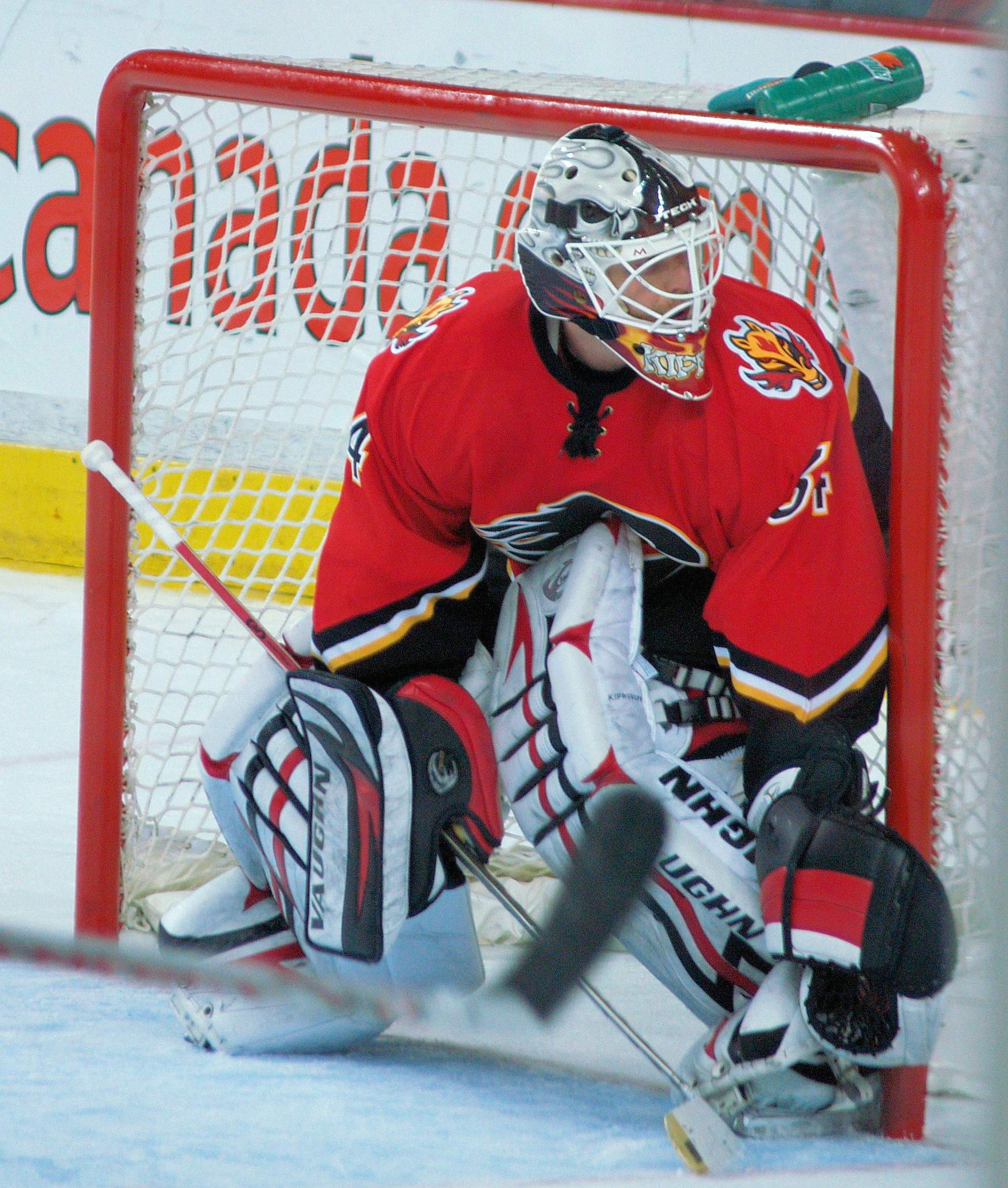
Miikka Kiprusoff, premiado uma vez.

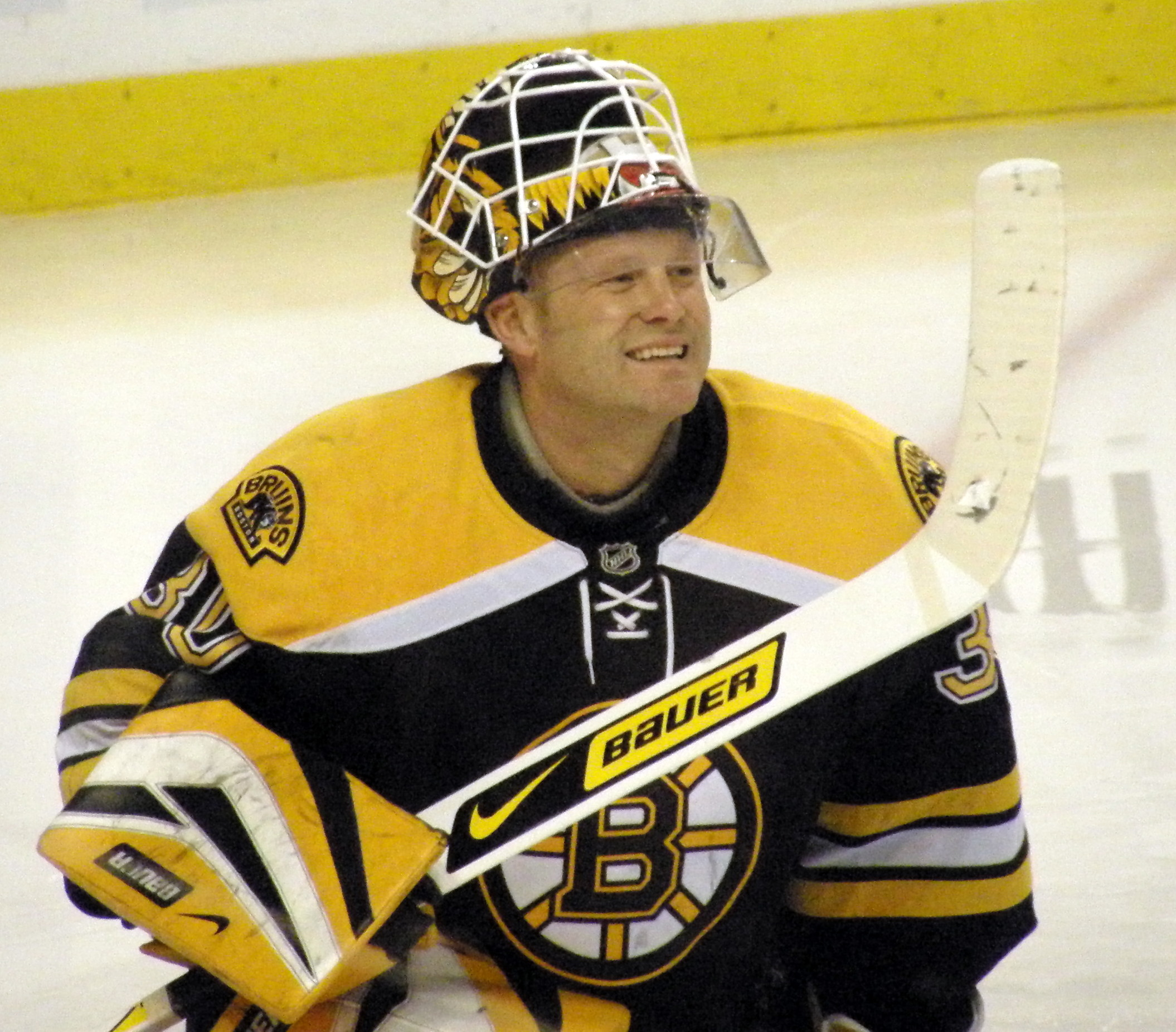
Tim Thomas, um título.

Quando introduzido, o Troféu Vezina era dado ao goleiro, ou goleiros, do time que levasse menos gols na temporada regular.
| Temporada | Vencedor                                     | Time                | Número de troféus |
| --------- | -------------------------------------------- | ------------------- | ----------------- |
| 1926–27   | George Hainsworth                            | Montreal Canadiens  | 1                 |
| 1927–28   | George Hainsworth                            | Montreal Canadiens  | 2                 |
| 1928–29   | George Hainsworth                            | Montreal Canadiens  | 3                 |
| 1929–30   | Tiny Thompson                                | Boston Bruins       | 1                 |
| 1930–31   | Roy Worters                                  | New York Americans  | 1                 |
| 1931–32   | Charlie Gardiner                             | Chicago Black Hawks | 1                 |
| 1932–33   | Tiny Thompson                                | Boston Bruins       | 2                 |
| 1933–34   | Charlie Gardiner                             | Chicago Black Hawks | 2                 |
| 1934–35   | Lorne Chabot                                 | Chicago Black Hawks | 1                 |
| 1935–36   | Tiny Thompson                                | Boston Bruins       | 3                 |
| 1936–37   | Normie Smith                                 | Detroit Red Wings   | 1                 |
| 1937–38   | Tiny Thompson                                | Boston Bruins       | 4                 |
| 1938–39   | Frank Brimsek                                | Boston Bruins       | 1                 |
| 1939–40   | David Kerr                                   | New York Rangers    | 1                 |
| 1940–41   | Turk Broda                                   | Toronto Maple Leafs | 1                 |
| 1941–42   | Frank Brimsek                                | Boston Bruins       | 2                 |
| 1942–43   | Johnny Mowers                                | Detroit Red Wings   | 1                 |
| 1943–44   | Bill Durnan                                  | Montreal Canadiens  | 1                 |
| 1944–45   | Bill Durnan                                  | Montreal Canadiens  | 2                 |
| 1945–46   | Bill Durnan                                  | Montreal Canadiens  | 3                 |
| 1946–47   | Bill Durnan                                  | Montreal Canadiens  | 4                 |
| 1947–48   | Turk Broda                                   | Toronto Maple Leafs | 2                 |
| 1948–49   | Bill Durnan                                  | Montreal Canadiens  | 5                 |
| 1949–50   | Bill Durnan                                  | Montreal Canadiens  | 6                 |
| 1950–51   | Al Rollins                                   | Toronto Maple Leafs | 1                 |
| 1951–52   | Terry Sawchuk                                | Detroit Red Wings   | 1                 |
| 1952–53   | Terry Sawchuk                                | Detroit Red Wings   | 2                 |
| 1953–54   | Harry Lumley                                 | Toronto Maple Leafs | 1                 |
| 1954–55   | Terry Sawchuk                                | Detroit Red Wings   | 3                 |
| 1955–56   | Jacques Plante                               | Montreal Canadiens  | 1                 |
| 1956–57   | Jacques Plante                               | Montreal Canadiens  | 2                 |
| 1957–58   | Jacques Plante                               | Montreal Canadiens  | 3                 |
| 1958–59   | Jacques Plante                               | Montreal Canadiens  | 4                 |
| 1959–60   | Jacques Plante                               | Montreal Canadiens  | 5                 |
| 1960–61   | Johnny Bower                                 | Toronto Maple Leafs | 1                 |
| 1961–62   | Jacques Plante                               | Montreal Canadiens  | 6                 |
| 1962–63   | Glenn Hall                                   | Chicago Black Hawks | 1                 |
| 1963–64   | Charlie Hodge                                | Montreal Canadiens  | 1                 |
| 1964–65   | Johnny Bower Terry Sawchuk                   | Toronto Maple Leafs | 2 4               |
| 1965–66   | Gump Worsley Charlie Hodge                   | Montreal Canadiens  | 1 2               |
| 1966–67   | Glenn Hall Denis DeJordy                     | Chicago Black Hawks | 2 1               |
| 1967–68   | Gump Worsley Rogatien Vachon                 | Montreal Canadiens  | 2 1               |
| 1968–69   | Glenn Hall Jacques Plante                    | St. Louis Blues     | 3 7               |
| 1969–70   | Tony Esposito                                | Chicago Black Hawks | 1                 |
| 1970–71   | Eddie Giacomin Gilles Villemure              | New York Rangers    | 1                 |
| 1971–72   | Tony Esposito Gary Smith                     | Chicago Black Hawks | 2 1               |
| 1972–73   | Ken Dryden                                   | Montreal Canadiens  | 1                 |
| 1973–74   | Tony Esposito[A]                             | Chicago Black Hawks | 3                 |
| 1973–74   | Bernie Parent1                               | Philadelphia Flyers | 1                 |
| 1974–75   | Bernie Parent                                | Philadelphia Flyers | 2                 |
| 1975–76   | Ken Dryden                                   | Montreal Canadiens  | 2                 |
| 1976–77   | Ken Dryden Michel Larocque                   | Montreal Canadiens  | 3 1               |
| 1977–78   | Ken Dryden Michel Larocque                   | Montreal Canadiens  | 4 2               |
| 1978–79   | Ken Dryden Michel Larocque                   | Montreal Canadiens  | 5 3               |
| 1979–80   | Don Edwards Bob Sauve                        | Buffalo Sabres      | 1                 |
| 1980–81   | Denis Herron Michel Larocque Richard Sevigny | Montreal Canadiens  | 1 4 1             |

### 1982–atualmente
A NHL adotou o critério atual para o Troféu Vezina na temporada 1981-82. O Troféu William M. Jennings foi criado como novo prêmio ao(s) goleiro(s) do time que levasse(m) menos gols na temporada regular.
| Temporada | Vencedor                         | Time                  | Número de Prêmios |
| --------- | -------------------------------- | --------------------- | ----------------- |
| 1981–82   | Billy Smith                      | New York Islanders    | 1                 |
| 1982–83   | Pete Peeters                     | Boston Bruins         | 1                 |
| 1983–84   | Tom Barrasso                     | Buffalo Sabres        | 1                 |
| 1984–85   | Pelle Lindbergh                  | Philadelphia Flyers   | 1                 |
| 1985–86   | John Vanbiesbrouck               | New York Rangers      | 1                 |
| 1986–87   | Ron Hextall                      | Philadelphia Flyers   | 1                 |
| 1987–88   | Grant Fuhr                       | Edmonton Oilers       | 1                 |
| 1988–89   | Patrick Roy                      | Montreal Canadiens    | 1                 |
| 1989–90   | Patrick Roy                      | Montreal Canadiens    | 2                 |
| 1990–91   | Ed Belfour                       | Chicago Blackhawks    | 1                 |
| 1991–92   | Patrick Roy                      | Montreal Canadiens    | 3                 |
| 1992–93   | Ed Belfour                       | Chicago Blackhawks    | 2                 |
| 1993–94   | Dominik Hasek                    | Buffalo Sabres        | 1                 |
| 1994–95   | Dominik Hasek                    | Buffalo Sabres        | 2                 |
| 1995–96   | Jim Carey                        | Washington Capitals   | 1                 |
| 1996–97   | Dominik Hasek                    | Buffalo Sabres        | 3                 |
| 1997–98   | Dominik Hasek                    | Buffalo Sabres        | 4                 |
| 1998–99   | Dominik Hasek                    | Buffalo Sabres        | 5                 |
| 1999–2000 | Olaf Kolzig                      | Washington Capitals   | 1                 |
| 2000–01   | Dominik Hasek                    | Buffalo Sabres        | 6                 |
| 2001–02   | Jose Theodore                    | Montreal Canadiens    | 1                 |
| 2002–03   | Martin Brodeur                   | New Jersey Devils     | 1                 |
| 2003–04   | Martin Brodeur                   | New Jersey Devils     | 2                 |
| 2004–05   | 2004–05 NHL lockout Sem vencedor | -                     | -                 |
| 2005–06   | Miikka Kiprusoff                 | Calgary Flames        | 1                 |
| 2006–07   | Martin Brodeur                   | New Jersey Devils     | 3                 |
| 2007–08   | Martin Brodeur                   | New Jersey Devils     | 4                 |
| 2008–09   | Tim Thomas                       | Boston Bruins         | 1                 |
| 2009–10   | Ryan Miller                      | Buffalo Sabres        | 1                 |
| 2010–11   | Tim Thomas                       | Boston Bruins         | 2                 |
| 2011–12   | Henrik Lundqvist                 | New York Rangers      | 1                 |
| 2012–13   | Sergei Bobrovsky                 | Columbus Blue Jackets | 1                 |
| 2013–14   | Tuukka Rask                      | Boston Bruins         | 1                 |
| 2014–15   | Carey Price                      | Montreal Canadiens    | 1                 |
| 2015–16   | Braden Holtby                    | Washington Capitals   | 1                 |
| 2016–17   | Sergei Bobrovsky                 | Columbus Blue Jackets | 2                 |